# Купська сільська рада
Ку́пська сільська́ ра́да — адміністративно-територіальна одиниця та орган місцевого самоврядування у Глибоцькому районі Чернівецької області. Адміністративний центр — село Купка.

## Загальні відомості
- Населення ради: 2 671 особа (станом на 2001 рік)

## Населені пункти
Сільській раді підпорядковані населені пункти:
- с. Купка

## Склад ради
Рада складалася з 16 депутатів та голови.
- Голова ради: Алергуш Аурел Михайлович
- Секретар ради: Товарницька Лілія Іванівна

### Керівний склад попередніх скликань
| Прізвище, ім'я, по батькові | Основні відомості                                                 | Дата обрання | Дата звільнення |
| --------------------------- | ----------------------------------------------------------------- | ------------ | --------------- |
| Алергуш Аурел Михайлович    | Сільський голова, 1964 року народження, освіта вища, безпартійний | 26.03.2006   | 31.10.2010      |
| Алергуш Аурел Михайлович    | Сільський голова, 1964 року народження, освіта вища, безпартійний | 31.10.2010   |                 |

Примітка: таблиця складена за даними сайту Верховної Ради України

### Депутати
За результатами місцевих виборів 2010 року депутатами ради стали:

#### За суб'єктами висування
| Суб'єкт висування | Кількість обраних депутатів | %   |
| ----------------- | --------------------------- | --- |
| Самовисування     | 16                          | 100 |

#### За округами
| № округу | Прізвище, ім'я, по батькові   | Дата визнання обраним | Освіта           | Партійна приналежність                        | Відомості про обраного депутата            |
| -------- | ----------------------------- | --------------------- | ---------------- | --------------------------------------------- | ------------------------------------------ |
| 1        | Талаба Олена Георгіївна       | 02.11.2010            | середня          | позапартійна                                  | Купська сільська рада, головний бухгалтер  |
| 2        | Козачук Флоря Аркадійович     | 02.11.2010            | вища             | позапартійний                                 | Купська сільська рада, землевпорядник      |
| 3        | Товарницька Лілія Іванівна    | 02.11.2010            | вища             | позапартійна                                  | Купська сільська рада, секретар            |
| 4        | Бічер Сергій Георгійович      | 02.11.2010            | незакінчена вища | позапартійний                                 | тимчасово не працює                        |
| 5        | Зеленівський Георгій Іванович | 02.11.2010            | незакінчена вища | позапартійний                                 | Купський НВК № 2, вчитель                  |
| 6        | Бічер Олена Флорівна          | 02.11.2010            | вища             | позапартійна                                  | Купський НВК № 2, вчитель                  |
| 7        | Чоботарь Домніка Драгушівна   | 02.11.2010            | вища             | позапартійна                                  | Купський НВК № 2, вчитель                  |
| 8        | Тіміш Родіка Яковлівна        | 02.11.2010            | вища             | позапартійна                                  | Купський НВК № 2, директор                 |
| 9        | Цициу Дорел Іванович          | 02.11.2010            | середня          | позапартійний                                 | тимчасово не працює                        |
| 10       | Сучеван Ольга Володимирівна   | 02.11.2010            | вища             | позапартійна                                  | Корчівецька загальноосвітня школа, вчитель |
| 11       | Попеску Янку Ілліч            | 02.11.2010            | вища             | член Всеукраїнського об'єднання «Батьківщина» | Купська загальноосвітня школа, вчитель     |
| 12       | Василінюк Василь Драгушович   | 02.11.2010            | середня          | позапартійний                                 | приватний підприємець                      |
| 13       | Лазурка Марія Іванівна        | 02.11.2010            | вища             | позапартійна                                  | Купська загальноосвітня школа, вчитель     |
| 14       | Тарица Георгій Тодорович      | 02.11.2010            | вища             | позапартійний                                 | тимчасово не працює                        |
| 15       | Морар Петро Васильович        | 02.11.2010            | вища             | позапартійний                                 | приватний підприємець                      |
| 16       | Опаець Іван Октавіянович      | 02.11.2010            | середня          | позапартійний                                 | приватний підприємець                      |